# Aizkorri-Aratz

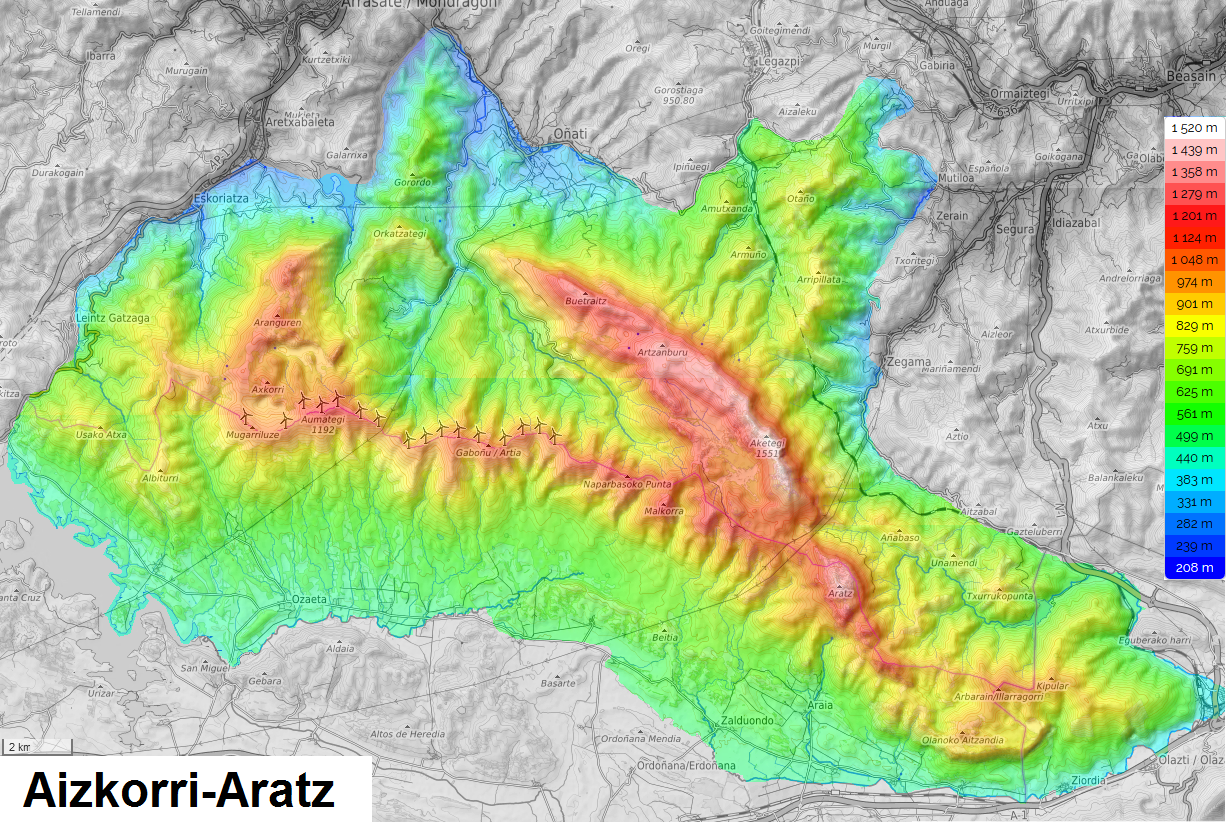
Massif d'Aizkorri-Aratz.

Aizkorri-Aratz est un massif entre l'Alava, le Guipuscoa et la Navarre, formé par cinq massifs de montagnes : Altzania, Aizkorri, Urkilla, Elgea et Zaraia. Le plus haut mont d'Aizkorri-Arazko est Aketegi (1 551 m), qui est aussi la plus haute montagne de la communauté autonome du Pays basque.
Le massif karstique Aizkorri-Aratz comprend les communes d'Aretxabaleta, Asparrena, San Millán-Donemiliaga, Eskoriatza, Legazpi, Oñati, Zegama, Zerain et Zalduondo.
Le parc naturel d'Aizkorri-Aratz protège une bonne partie du massif. Les principales activités économiques sont le tourisme, la sylviculture et l'élevage, ainsi que diverses entités pour assurer le partage des forêts par les collectivités locales,.
La zone des activités est située dans les forêts, au niveau de la ligne de partage des eaux atlantiques et méditerranéennes du Pays basque. C'est une barrière orographique où se rencontrent les vents du nord-ouest dominants de la région. Cependant, l'abondance des vents dans les massifs montagneux de même hauteur, dans le Durangaldea, fait en sorte que les précipitations ne sont pas aussi abondantes qu'elles pourraient l'être.

## Massifs de montagnes
1. Massif d'Aizkorri (Aloña)
2. Massif d'Altzania
3. Massif d'Elgea
4. Massif d'Urkilla
5. Massif de Zaraia